# طالب رابح
طالب رابح (1930 – 22 ديسمبر 2015)، مغني وكاتب أغاني جزائري مختص بالطابع القبائلي، حيث عالج مختلف القضايا وغنى عن الثورة والغربة والوطن والأم وكان آخر عمل له هو مديح عن الرسول محمد صلى الله عليه و سلم. ويعتبر أحد ركائز الأغنية القبائلية وقد ترك عشرات الأغاني الهادفة التي ساهمت في تربية الأجيال على الاحترام وحب الوطن والسلام. برزت أغانيه من 1955 إلى غاية سنة 1990، مخصصا أزيد من ستة عقود لها وبأكثر من 250 أغنية.

## حياته
ولد طالب رابح في 1930 بقرية قرية "تيزيت" ببلدية عين الحمام ولاية تيزي وزو، عاش هناك حتى عام 1950. 

### بداياته
بداياته مع آلة الموندول انطلقت في بداية الخمسينيات من المقاهي الفرنسية عندما غادر مسقط رأسه «تيزيت» في مرتفعات عين الحمام وعمره لم يكن يتجاوز 20 عاما، حيث قام برحلته الأولى إلى موسيل (فرنسا). أثناء مشاهدته عازف جيتار من أصل مزابي اسمه «حميد أو مزابي» ، خالط بعض المطربين الذين كانوا معروفين في ذلك الوقت مثل محمد الجاموسي، العمراوي ميسوم، الشيخ الحسناوي، سليمان عازم، فنان الثورة فريد علي وغيرهم. بدأ في عام 1955، وشارك في برنامج الهواة في إذاعة باريس، من إخراج أمراوي ميسم، وبفضل هؤلاء تمكن من فرض نفسه على الساحة الفنية ليصبح من المحترفين بعدما كان هاويا وقال بأنه كان يناضل أثناء الثورة التحريرية إلى جانب جبهة التحرير الوطني عندما كان بباريس حيث يستعمل نشاطه الغنائي كتمويه لربط اتصالات ضرورية من أجل التنقل السري للمناضلين عبر باريس وضواحيها.

### إنطلاقته
سجّل سنة 1959 ثلاث أسطوانات تضم أربعة أغاني بتوصية من المدير الفني لمنشورات «باركلاي» عبد الرحمن ايسكر وهي «إفوك الزيث ذي لمصباح» بمعنى «انتهى الزيت في المصباح» و، «أثعزيزث» آو «يا لعزيزة» و«وياك ابندام يلهان» بمعنى «إياك أيها الإنسان الجيّد» ولاقت هذه الاسطوانات رواجا كبيرا وإعجابا لدى الجمهور خاصّة المغتربين.

### في الإذاعة
عند عودته إلى أرض الوطن بتاريخ 5 فيفري 1962 توّقف لفترة قصيرة عن الغناء عندما وجد قريته قد دمّرها المستعمر الفرنسي، حينها قرر ترميم ما تبقى من مسكنه ويتنقل للعيش في مدينة فوردلو بالجزائر العاصمة، وهناك بدأ العمل في الإذاعة رفقة الصحافي مولود شيكاوي الذي كان يشرف على تنشيط حصة إذاعية موجهة للمغتربين تحت عنوان « إيغربن أكن مثلام، أدسلام إصوث إيمولان» بمعنى «أيها المغتربون ستستمعون إلى صوت الأهل» وكان طالب رابح يرافق الحصّة بمقاطع موسيقية، كما أشرف فيما بعد على تنشيط حصة « احليل وين يزران، احليل وين اورنزري» التي تبث مرة في الأسبوع على مدار سنوات. وسجل بالتعاون مع الفنان الكبير كمال حمادي عدّة أغاني خاصة بالثورة التحريرية على غرار «اتسرت ولنيو» أو «بكت عيناي»، و«مثشفام أيقوذار» بمعنى «أيها الطيور هل تتذكرون»، «ايسم اعززن امشلي»، «اتسنذيغ افزهريو» ،«اثدزايريث» وغيرها من الأغاني الأخرى.

### التقاعد
استمرت مسيرته المهنية حتى نهاية التسعينات، حيث أصبح متقاعدًا بين فرنسا والجزائر. وقال في حديثه للنصر التي زارته في منزله العائلي بالمدينة الجديدة في تيزي وزو أن حبه للفن لا يعرف الحدود رغم تقدمه في السن 85 سنة وقال «لو لا المرض لواصلت الغناء» مشيرا إلى أنه توقف عن إحياء الحفلات والتسجيل منذ حوالي سنتين.
في تصريح إعلامي سابق، قال الفنان الراحل إنه أدى رسالة الفن من قلبه، حيث عالج مختلف القضايا، وغنى عن الثورة والغربة والوطن والأم. وآخر عمل له ألبوم يمدح فيه الرسول محمد صلى الله عليه وسلم، بُث بالقناة الرابعة الناطقة باللغة الأمازيغية.

## تكريم
حظي الفقيد بتكريم خاص من طرف وزارة الثقافة سنة 2012 نظير ما قدمه للأغنية الجزائرية، وإثرائه الرصيد الثقافي القبائلي بأكثر من 250 أغنية.
اعتبرالفنان أرزقي بوزيد الذي رافق الفقيد خلال سنوات عديدة أن الراحل طالب رابح كان فنانا«استثنائيا» وصرح «أن الساحة الفنية فقدت اليوم قامة فنية من طينة الفنانين العظام من أمثال شريف خدام وسليمان عازم.»
أعيد إصدار عمل المغني قبل بضع سنوات (سنة 2020 مرجعًا) في 16 ألبومًا من أشرطة الكاسيت.

## وفاته
أن تأزم وضعيته الصحية وإصابته بالقصور الكلوي منذ سنوات كان وراء اعتزاله للفن وابتعاده نهائيا عن هذا الميدان إلى أن مات سنة 2015 بعمر 85 سنة. ودفن بحضور حشد كبير.
بعث عبد العزيز بوتفليقة رئيس الجمهورية الجزائرية برقية تعزية إلى كافة اسرة الفنان الفقيد طالب رابح جاء فيها «ان الوسط الفني والثقافي ودع نجم من رواد الطرب المغفور له بإذنه تعالى الفنان والمناضل طالب رابح هذا الذي اوقف حياته منذ ريعان شبابه على خدمة الاغنية الجزائرية في مجمل الطبوع والالوان مما اكسبه احترام الجميع وتقديرهم وايجاد مكانا في الاوساط الشبابية في مختلف ربوع الوطن بالنظر إلى التزامه بأداء الاغنية الاصيلة في انتقائه الكلمات الصادقة والرقيقة والتفرد بالالحان والتميز بالاداء الرفيع والمؤثر».

## أغانيه
- «إفوك الزيث ذي لمصباح » [«انتهى الزيت في المصباح»]
- «أثعزيزث » [«يا لعزيزة»]
- «وياك ابندام يلهان » [«إياك أيها الإنسان الجيّد»]
- «اتسرت ولنيو » [«بكت عيناي»]،
- «مثشفام أيقوذار » [«أيها الطيور هل تتذكرون»]
- «ايسم اعززن امشلي»
- «اتسنذيغ افزهريو»
- «اثدزايريث»

## روابط خارجية
- طالب رابح في Tiziri.net
- طالب رابح في Music-berbère.com
- طالب رابح في Dailymotion.com
- طالب رابح في Musicme.com